# Pempek

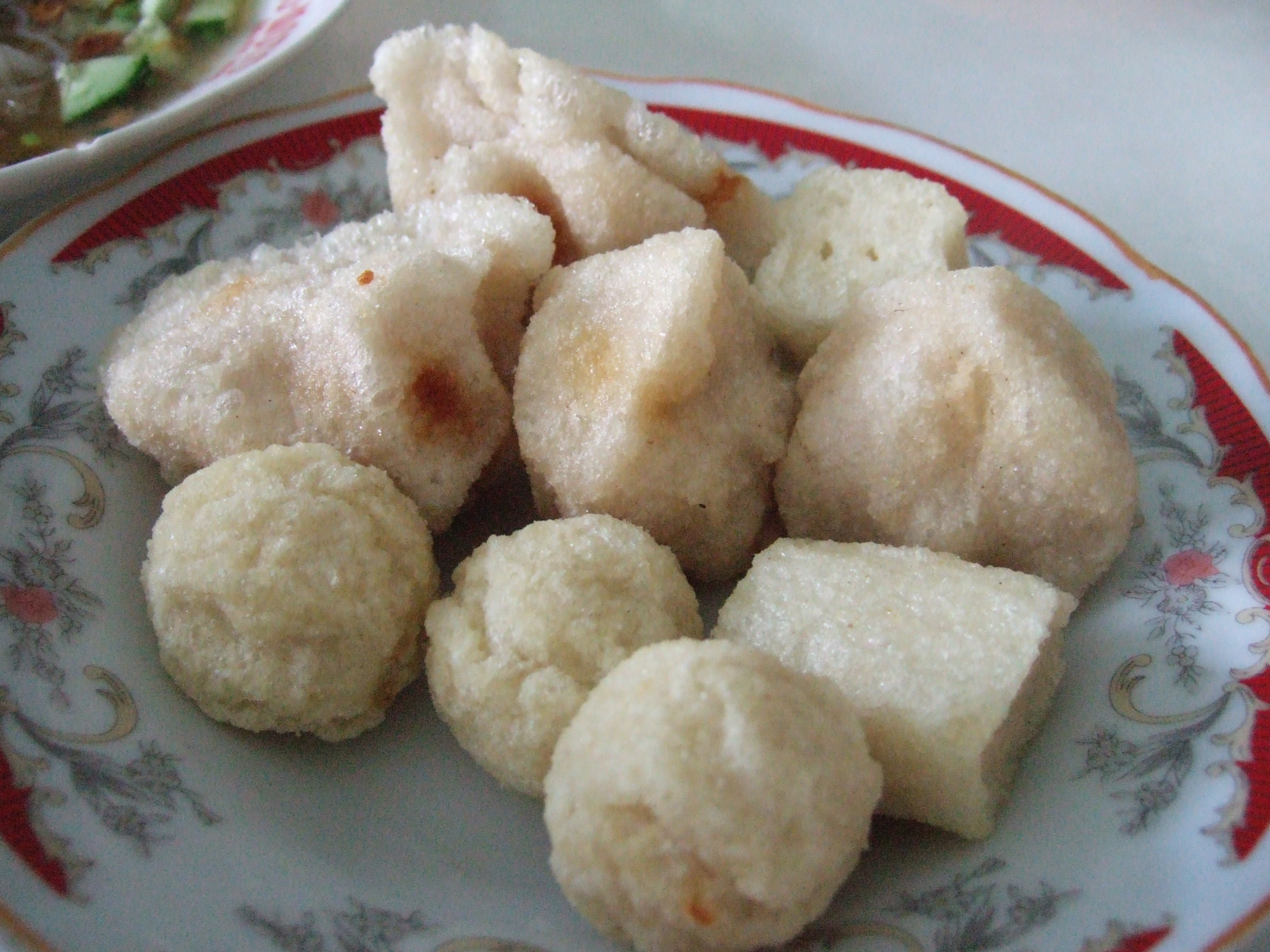
Variedades de pempek.

El pempek, mpek-mpek o empek-empek es una delicia originaria de Palembang hecha con pescado y sagú. Se sirve con una salsa rica y oscura llamada cuka o cuko (literalmente ‘vinagre’) y baso Palembang (albóndigas). El kuah cuko se produce añadiendo azúcar moreno, pimiento chile, ajo, vinagre y sal a agua hirviendo.

## Variantes

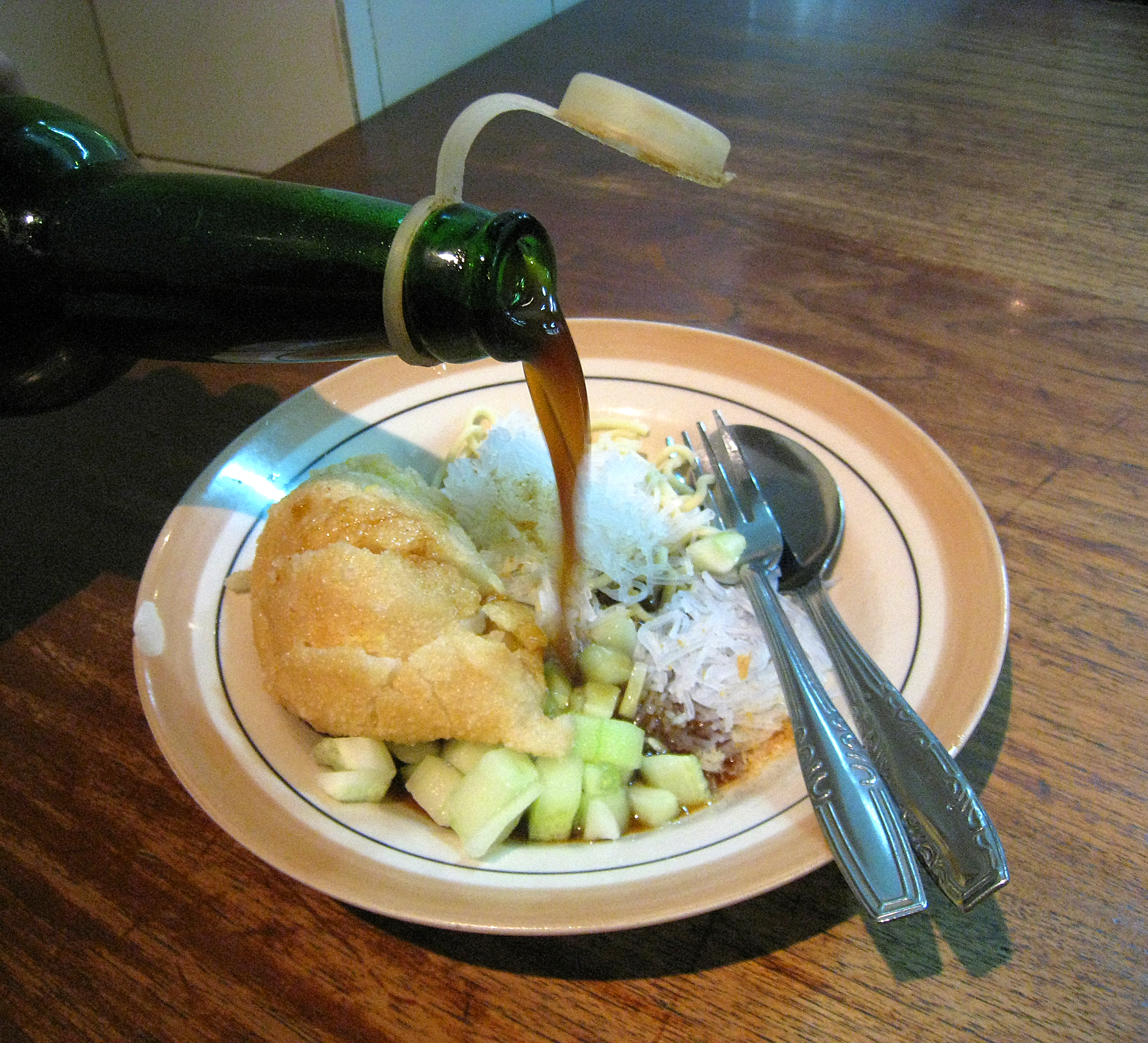
Pempek kapal selam y kriting en kuah cuko.

Hay muchas variedades de pempek. Una de las más conocidas, considerada también muy nutritiva, es el kapal selam (‘submarino’), que se hace envolviendo huevo de gallina en masa de pempek y friéndolo. Otras variedades son: pempek telur kecil (literalmente ‘pempke huevo pequeño’), pempek keriting (‘rizado’), pempek pistel (‘pistola’), pempek kulit ikan (‘piel de pescado’), pempek adaan, pempek lenjer y pempek tahu  (‘tofu’).

## Origen
Según la leyenda, sobre 1617 un anciano chino que vivía cerca del río Musi advirtió la abundancia de los peces capturados por los pescadores locales. Sin embargo, los indígenas no sabía cómo cocinarlos adecuadamente. En esa época, la mayoría simplemente los freía en lugar de añadir otros ingredientes para obtener nuevos platos. El anciano mezcló algo de sagú y otras especias, vendiendo entonces la receta por el pueblo con su bicicleta. La gente llamaba a este hombre 'pek-apek (apek es jerga china para aludir a un anciano). El plato se llama así actualmente empek-empek o pempek.

## Difusión
Como alimento básico local, el pempek suele encontrarse en todas las calles de Palembang, aunque hay tiendas famosas en Jalan Slamet Riyadi. Muchos productores y vendedores de pempek en Palembang usan una combinación más barata de pescado, que tiene un olor fuerte. El mejor pempek se hace de belido y suele ser más caro.
El pempek también puede encontrarse en otras regiones, especialmente en las principales ciudades de Indonesia, pero el sabor de estas recetas suele ser diferente al de Palembang, al cambiar los ingredientes por escasear en ellas los originales. A veces el pempek se hace en la isla Bangka con tenggiri, mientras en Yakarta y otras puede hacerse con gurami.